# Animacitat
En lingüística, l'animacitat és un tret gramatical i/o semàntic del nom basat en el caràcter sensible o viu del referent del nom en un esquema taxonòmic donat. L'animacitat pot tenir diferents efectes sobre la gramàtica d'una llengua, tals com l'elecció del pronom (que/qui), terminació dels casos, ordre de les paraules en la frase o la forma que agafa el verb quan està associat a un determinat nom.

## Expressió gramatical de l'animacitat
Entre les llengües en què l'animacitat juga un rol important, hi ha que tenen un sistema simple basat en una oposició entre animat (persones, animals, etc.) i inanimat (plantes, objectes, idees abstractes, etc.), i hi ha que tenen una jerarquia d'animacitat que pot comportar nombrosos nivells. Dins d'aquestes jerarquies, els pronoms personals solen presentar l'animacitat més elevada (i entre aquests, la primera persona ocuparia la posició principal), seguidament els altres éssers humans, els animals, les plantes, les forces de la natura, els objectes concrets i els abstractes. Això no obstant, les diferents llengües poden presentar jerarquies ben diferents.

## Jerarquia d'animacitat i alineació morfosintàctica
L'animacitat també pot condicionar la naturalesa de les morfologies de llengües d'ergativitat escindida. En aquestes llengües, les partícules més animades, és més possible que siguin l'agent del verb i, per tant, es marquen seguint el patró de l'acusatiu: sense marca en el rol d'agent i amb marca en el rol de pacient o oblic.
De la mateixa manera, les partícules menys animades són de manera inherent més semblants a pacients, i prenen una marca ergativa: sense marca quan estan en el rol de pacient i amb marca amb el rol d'agent. La jerarquia de l'animacitat, normalment, tot i que no sempre, s'ordena de la manera següent:
| 1a persona | > | 2a persona | > | 3a persona | > | noms propis | > | humans | > | animats no humans | > | inanimats |

La localització de la divisió (la línia que divideix les partícules agents inherents de les partícules pacients inherents) varia segons la llengua, i en molts casos, les dues classes se solapen, amb una classe de noms prop del mig de la jerarquia marcats tant pel rol d'agent com pel de pacient.

## Exemples

### Llengua protoindoeuropea
A causa de les similituds en la morfologia de la inflexió del masculí i femení en les llengües indoeuropees, existeix la teoria que en un estadi inicial la llengua protoindoeuropea només tenia dos gèneres: l'animat i el neutre. El gènere animat es desenvoluparia posteriorment en els gèneres masculí i femení. El plural dels noms neutres/inanimats hauria tingut una sola terminació com els noms col·lectius en singular, i algunes paraules amb aquesta terminació de nom col·lectiu es convertirien posteriorment en femenins. Restes d'aquest fet es podrien trobar en el grec antic, en què la forma del singular del verb s'usava per a referir-se a paraules neutres en plural.
En moltes llengües indoeuropees, com el llatí, la terminació del plural de moltes paraules neutres en nominatiu, acusatiu i vocatiu corresponen a la forma nominativa singular femenina.

### Llengües indoeuropees
Moltes llengües indoeuropees presenten una distinció entre ell/ella i allò (un exemple és l'anglès he/she/it. Mentre que altres llengües com el català, el castellà, el turc o la llengua finesa parlada no fan aquesta distinció. També una marca seria l'ús dels pronoms qui o que. En finès, hi ha una distinció d'animacitat entre el hän 'ell/ella' i se 'allò'; això no obstant, en la llengua parlada el se també pot tenir un sentit d''ell/ella'.
L'animacitat té altres rols en llengua anglesa. Per exemple, com més alta és l'animacitat d'un referent, menys s'utilitza la preposició of per a possessió, així:
- My face és correcte, mentre *the face of me no ho és.
- The man's face i the face of the man són ambdues correctes, tot i que la primera és preferible.
- The clock's face i the face of the clock són ambdues correctes, tot i que la segona és preferible.

### Llengües indoeuropees romàniques
L'animacitat no intervé gaire en la llengua catalana; no obstant això, trobem l'animacitat com un dels factors determinats del doblament clític en alguns casos. També en el fet que els pronoms personals en català se solen ometre en el subjecte de la frase, però quan es fan explícits, només s'usen per a persones o animals o coses humanitzades.
Un altre cas que es relaciona amb l'animacitat és l'aparició de la preposició a davant d'alguns complements directes, com a marca formal per a distingir el complement directe de l'indirecte.
En francès tampoc no és massa important; tot i això, es poden trobar algunes oposicions entre animat i inanimat, com per exemple qui i quoi, entre celui-ci / celle-ci i ceci o celui-là / celle-là i cela.
En castellà, la preposició a ha guanyat un segon rol com a marcador d'objectes directes animats, com en els exemples següents:
| Veo esa catedral  | 'Veig aquella catedral' | (objecte directe inanimat) |
| Veo a esa persona | 'Veig aquella persona'  | (objecte directe animat)   |

En portugués existeixen els casos com: quem, que; isto, isso, aquilo només per a objectes. També, casos com la seqüència del subjecte en frases com: Os alunos, Pedro, tu e eu chegamos tarde, on hi ha un ordre més polit en l'ordenació dels pronoms, aquest cas és similar al d'altres llengües romàniques.

### Animacitat i declinació de les llengües eslaves
En les llengües eslaves, l'animacitat intervé, juntament amb el gènere i el nombre en la selecció de la forma d'acusatiu, que coincideix amb el genitiu o el nominatiu segons la situació.
En rus, l'acusatiu dels noms masculins animals en singular i els dels masculins i femenins animats en plural coincideix amb el genitiu, mentre que l'acusatiu dels inanimats coincideix amb el nominatiu, els femenins singulars, o presenten una forma diferent d'acusatiu o una forma idèntica al nominatiu. Els neutres tenen sempre la mateixa forma en nominatiu i acusatiu.
Un exemple, ell nom animat брат [brat], 'un germà', en el cas nominatiu, nom inanimat кран [kran], 'una grua', en el cas acusatiu:
| (1) | Брат     | поднимает  | кран     |
|     | Brat     | podnimayet | kran     |
|     | Un germà | aixeca     | una grua |

Contràriament, брат en cas acusatiu, кран en cas nominatiu:
| (2) | Кран     | поднимает  | брата    |
|     | Kran     | podnimayet | brata    |
|     | Una grua | aixeca     | un germà |

Això també seria cert per a adjectius concordants amb noms. El mateix patró es troba en moltes de les llengües eslaves.

### Animacitat i verb d'existència en japonès
En japonès, l'animacitat no ve marcada directament a nivell del nom, però es manifesta en l'elecció del verb d'existència i de possessió. El verb iru (いる, també escrit 居る）indica l'existència o la possessió d'un nom animat, mentre que el verb aru (ある, també escrit 在る en el sentit existencial o 有る en el possessiu) indica l'existència o la possessió d'un nom inanimat.
Per indicar la simple existència i el caràcter indefinit, un nom animat –en l'exemple, gat- es marca com a subjecte per la partícula ga (が), sense indicació de tema: aquesta construcció correspon a 'hi ha'.
| (1) | Neko           | ga       | iru.            |
|     | 猫             | が       | いる            |
|     | gat            | subjecte | existir / tenir |
|     | 'Hi ha un gat' |          |                 |

Per indicar una possessió (tenir), el posseïdor –en l'exemple, jo- s'introdueix com a tema per a la partícula wa (は), allò posseït; com és animat, queda marcat per la partícula de subjecte ga (が).
| (2) | Watashi       | wa   | neko | ga       | iru             |
|     | 私            | は   | 猫   | が       | いる            |
|     | jo            | tema | gat  | subjecte | existir / tenir |
|     | 'Tinc un gat' |      |      |          |                 |

Per indicar la presència en un lloc precís d'un nom animat, aquest nom s'introdueix com a tema per la partícula wa (は), i el lloc indicat per la partícula locativa ni (に).
| (3) | Neko                        | wa   | isu no ue                           | ni   | iru             |
|     | 猫                          | は   | 椅子の上                            | に   | いる            |
|     | gat                         | tema | cadira + complement del nom + sobre | lloc | existir / tenir |
|     | 'El gat és sobre la cadira' |      |                                     |      |                 |

Les mateixes construccions es troben amb els noms inanimats –en els exemples següents, pedra-, però en aquest cas és el verb aru el que s'usa.
| (1) | Ishi              | ga       | aru             |
|     | 石                | が       | ある            |
|     | pedra             | subjecte | existir / tenir |
|     | 'Hi ha una pedra' |          |                 |

| (2) | Watashi          | wa   | ishi  | ga       | aru             |
|     | 私               | は   | 石    | が       | ある            |
|     | jo               | tema | pedra | subjecte | existir / tenir |
|     | 'Tinc una pedra' |      |       |          |                 |

| (3) | Ishi                           | wa   | isu no ue                           | ni   | aru             |
|     | 石                             | は   | 椅子の上                            | に   | ある            |
|     | pedra                          | tema | cadira + complement del nom + sobre | lloc | existir / tenir |
|     | 'La pedra és damunt la cadira' |      |                                     |      |                 |

En alguns casos en què el caràcter animat o és inequívoc (en el cas d'un robot, per exemple), l'ús del verb el tria el locutor, segons si desitja subratllar el costat «humà» o «sensible» pel verb animat, o el costat «inert» pel verb inanimat.
| (1) | Robotto                                       | ga       | iru             |
|     | ロボット                                      | が       | いる            |
|     | robot                                         | subjecte | existir / tenir |
|     | 'Hi ha un robot' (subratllant el costat humà) |          |                 |

| (2) | Robotto                                                  | ga       | aru             |
|     | ロボット                                                 | が       | ある            |
|     | robot                                                    | subjecte | existir / tenir |
|     | 'Hi ha un robot' (subratllant el caràcter inert, no viu) |          |                 |

### Animacitat i verb d'existència en cingalès
En cingalès, exiteixen dos tipus de verbs d'existència i de possessió: හිටිනවා hiţinawā / ඉන්නවා innawā s'utilitza amb els noms animats (éssers humans i animals) mentre que තියෙනවා tiyenawā s'utilitza amb els noms inanimats (objectes inerts, plantes, coses, etc.).
Per exemple:
| (1) | minihā          | innawā         |
|     | මිනිහා             | ඉන්නවා           |
|     | home            | hi ha (animat) |
|     | 'Hi ha un home' |                |

| (2) | watura        | tiyenawā         |
|     | වතුර           | තියෙනවා             |
|     | aigua         | hi ha (inanimat) |
|     | 'Hi ha aigua' |                  |

### Jerarquia d'animacitat en les llengües apatxes
Les llengües apatxes tenen una jerarquia d'animacitat segons la qual certs noms s'associen a formes verbals específiques segons el seu rang. Per exemple, els noms navajos poden anar en un continu des del més animat (ésser humà) als menys animat (abstracte).
éssers humans → infants / animals grossos → animals mitjans → animals petits → insectes → forces naturals → objectes inanimats / plantes → abstraccions
Generalment, el nom més elevat en animacitat ha d'aparèixer en primer lloc d'una frase, el nom immediatament menys elevat en segon. Les frases (1) i (2) següents són correctes. El prefix yi- enganxat al verb indica que el primer nom és el subjecte mentre que el prefix bi- indica que el segon nom és el subjecte.
| (1) | Ashkii                | at'ééd | yiníł'į́ |
|     | noi                   | noia   | yi-mira |
|     | 'El noi mira la noia' |        |         |

| (2) | At'ééd                      | ashkii | biníł'į́ |
|     | noia                        | noi    | bi-mira |
|     | 'La noia és mirada pel noi' |        |         |

En canvi, l'exemple (3) és vist com a incorrecte per la major part dels interlocutors de navajo perquè el nom menys animat va davant del més animat.
| (3) | * Tsídii                   | at'ééd | yishtąsh    |
|     | ocell                      | noia   | yi-picotejà |
|     | 'L'ocell picotejà la noia' |        |             |

Per a expressar aquesta idea, el nom més elevat en animacitat ha d'anar el primer, com en la frase següent: (4)
| (4) | At'ééd                               | tsídii | bishtąsh    |
|     | noia                                 | ocell  | bi-picotejà |
|     | 'La noia fou picotejada per l'ocell' |        |             |